# Asami Seto
Asami Seto (japanisch 瀬戸 麻沙美 Seto Asami, * 2. April 1996 in der Präfektur Saitama) ist eine japanische Seiyū, die bei der Talentagentur Sigma Seven unter Vertrag steht.
Seit 2011 hat sie in diversen Animeserien, OVAs, Animefilme und Videospielen diversen Charakteren ihre Stimme geliehen. In den japanischen Versionen der Fernsehfilme- und Serien Bad Times at the El Royale, Carmen Sandiego, Abgang mit Stil und The 100 war sie ebenfalls als Synchronsprecherin beteiligt.

## Filmografie

### Anime
Serien
- 2011: Wandering Son als Yoshino Takatsuki
- 2011: AnoHana als Atsumu Matsuyuki (Kind)
- 2011: Chihayafuru als Chihaya Ayase
- 2011: Dog Days als Amelita Tremper
- 2011: Ro-Kyo-Bu! als Kagetsu Hakamada
- 2012: Lagrange: The Flower of Rin-ne als Lan
- 2012: Magi: The Labyrinth of Magic als Ri Seishun
- 2012: Symphogear als Aoi Tomosato
- 2012: Tari Tari als Konatsu Miyamoto
- 2013: Aikatsu! als Raichi Hoshimiya, Shion Kamiya und Mako Miyamoto
- 2013: Chihayafuru 2 als Chihaya Ayase
- 2013: Shīkyūbu als Rin Haruna
- 2013: Cuticle Detective Inaba als Natsuki
- 2013: Ro-Kyo-Bu! SS als Kagetsu Hakamada
- 2013: Symphogear G als Aoi Tomosato
- 2013: Strike the Blood als Asagi Aiba
- 2013: Valvrave the Liberator als Shōko Sashinami
- 2014: Atelier Escha & Logy: Alchemists of the Dusk Sky als Wilbell voll Erslied
- 2014: Baby Steps als Himeko Sasami
- 2014: Double Circle als Akane
- 2014: Haikyū!! als Yui Michimiya
- 2014: Magical Warfare als Kurumi Isoshima
- 2014: Selector Infected WIXOSS als Iona „Yuki“ Urasoe
- 2014: Selector Spread WIXOSS als Iona „Yuki“ Urasoe
- 2014: Witch Craft Works als Ayaka Kagari
- 2015: Baby Steps als Himeko Sasami
- 2015: Charlotte als Medoki
- 2015: Death Parade als Chiyuki
- 2015: Food Wars! als Miyoko Hōjō
- 2015: Die Monster-Mädchen als Kii
- 2015: Overlord als CZ2128 Delta
- 2015: Symphogear GX als Aoi Tomosato
- 2015: Tokyo Ghoul √A als Akira Mado
- 2015: Urawa no Usagi-chan als Usagi Takasago
- 2015: Valkyrie Drive Mermaid als Charlotte Scherzen
- 2016: Bungo Stray Dogs als Ichiyō Higuchi
- 2016: Food Wars! The Second Plate als Miyoko Hōjō
- 2016: Haruchika als Naoko Serizawa
- 2016: Honobo Log (mehrere Charaktere)
- 2016: Kuromukuro als Mika Ogino
- 2016: Macross Delta als Mirage Farina Jenius
- 2016: Norn9 als Nanami Shiranui
- 2016: Regalia: The Three Sacred Stars als Ingrid Tiesto
- 2017: Sentōru no Nayami als Rino Kimihara
- 2017: Food Wars! The Third Plate als Miyoko Hōjō
- 2017: Granblue Fantasy The Animation als Jessica
- 2017: Hitorijime My Hero als Kaede-sensei
- 2017: Pakt der Yokai als Takuma Tsukiko
- 2017: Pokémon Sonne und Mond als Officer Jenny
- 2017: Symphogear AXZ als Aoi Tomosato
- 2018: B The Beginning als Lily Hoshina
- 2018: Toji no Miko als Yukari Origami
- 2018: Kokkoku: Moment by Moment als Shoko Majima
- 2018: Lost Song als Monica Rukkusu
- 2018: Sunohara-sō no Kanrinin-san als Sumire Namayashi
- 2018: Ongaku Shōjo als Eri Kumagai
- 2018: Overlord III als CZ2128 Delta
- 2018: Rascal Does Not Dream of Bunny Girl Senpai als Mai Sakurajima
- 2018: Seven Heavenly Virtues als Uriel
- 2018: Tokyo Ghoul:re als Akira Mado
- 2019: B-Project als Tsubasa Sumisora
- 2019: Bungo Stray Dogs Season 3 als Ichiyō Higuchi
- 2019: Chihayafuru 3 als Chihaya Ayase
- 2019: Isekai Quartet als CZ2128 Delta
- 2019: Symphogear XV als Aoi Tomosato
- 2019: Kōya no Kotobuki Hikōtai als Leona
- 2019: The Rising of the Shield Hero als Raphtalia
- 2019: Assassins Pride als Shenfa Zwitoque
- 2022: Birdie Wing -Golf Girls’ Story- als Aoi Amawashi

OVAs
- 2012: Code Geass: Akito the Exiled als Ferriri Baltrow
- 2012–2015: Hori-san to Miyamura-kun als Kyōko Hori
- 2016: Under the Dog als Anthea Kallenberg
- 2016–2017: Strike the Blood II als Asagi Aiba
- 2017: Mobile Suit Gundam: The Origin als Fan Li
- 2018–2019: Strike the Blood III als Asagi Aiba

Anime-Filme
- 2013: Death Billiards als Chiyuki
- 2015: Girls und Panzer: Der Film als Kinuyo Nishi
- 2015: Ongaku Shōjo als Eri Kumagai
- 2015: The Laws of the Universe Part 0 als Anna
- 2016: Pop in Q als Isumi Kominato
- 2016: Selector Destructed WIXOSS als Iona „Yuki“ Urasoe
- 2017, 2018: Haikara-san ga Tōru als Tamaki Kotakōji
- 2019: Rascal Does Not Dream of a Dreaming Girl als Mai Sakurajima
- 2020: Jujutsu Kaisen als Nobara Kugisaki

### Realfilme und Serien
- 2017: Abgang mit Stil als Brooklyn Harding (Originalsprecher: Joey King)[1]
- 2018: Bad Times at the El Royale als Emily Summerspring (OS: Dakota Johnson)[2]
- seit 2014: The 100 als Clarke Griffin (OS: Eliza Taylor)[3]
- seit 2019: Carmen Sandiego als Carmen Sandiego (OS: Gina Rodriguez)[4]

### Videospiele
- 2010: Chaos Rings als Alto
- 2012: Atelier Ayesha: The Alchemist of Dusk als Wilbell von Erslied
- 2012: E.X. Troopers als Suage
- 2012: Street Fighter X Tekken als Lili (aus Tekken)
- 2013: Atelier Escha & Logy: Alchemists of the Dusk Sky als Wilbell von Erslied
- 2013: Tales of Link als Kana
- 2013: Norn9 als Shiranui Nanami
- 2013: Corpse Party 2: Dead Patient als Ayame Itō (Drama-CD)
- 2014: Atelier Shallie: Alchemists of the Dusk Sea als Wilbell von Erslied
- 2014: Shining Resonance Refrain als Sonia Blanche
- 2015: Granblue Fantasy als Jessica
- 2015: Grand Sphere als Prinzessin Stella
- 2015: 7th Dragon III Code: VFD als Rika
- 2017: Kantai Collection als Gangut/Oktyabrskaya Revolyutsiya und Kamoi
- 2017: Fire Emblem Heroes als Linde
- 2018: To Aru Majutsu Virtual On als Othinus
- 2018: Girls’ Frontline als IWS 2000
- 2019: To Aru Majutsu no Index: Imaginary Fest als Othinus
- 2024: Tekken 8 als Reina Mishima